# 汾河莎草
汾河莎草（学名：Cyperus nanellus）是莎草科莎草属的植物，为中国的特有植物。分布于中国大陆的山西省等地，多生于河边沙地，目前尚未由人工引种栽培。